# Lemmus portenkoi
Lemmus portenkoi és una espècie de mamífer rosegador de la família dels cricètids. És endèmic de l'illa de Wrangel (Rússia. S'alimenta de bruguerola, cotoneres, determinats cereals i molses verdes. El seu hàbitat natural són les valls fluvials, on ocupa les zones de sòl moderadament humit. És una espècie en risc mínim, és a dir, no sembla que hi hagi cap amenaça significativa per a la seva supervivència. L'espècie fou anomenada en honor de l'ornitòleg soviètic Leonid Portenko.